# آرگییل (مینه‌سوتا)
آرگییل، مینه‌سوتا (به انگلیسی: Argyle, Minnesota) یک شهر در ایالات متحده آمریکا است که در مینه‌سوتا واقع شده‌است.

## خصوصیات
آرگییل ۲٫۵۹ کیلومترمربع مساحت و ۶۳۹ نفر جمعیت دارد و ۲۵۸ متر بالاتر از سطح دریا واقع شده‌است.